# Enkelt flagknob
Flagknobet bruges til at fæste tampen i et fast øje (f.eks. på et flag) og til at forene to tove af forskellig tykkelse.

## Fejlslået flagknob
På billedet til venstre vender de to tampe til forskellig side. Et sådant "venstrehånds"-flagknob har mindre styrke.

## Enkelt flagknob med slipstik
Hvis man laver en bugt på tampen af det tyndeste reb, før den stikkes under sin faste part, bliver knobet forsynet med et slipstik, hvorved det bliver særdeles let at løse det efter brug.